# Tom és Jerry – A mozifilm
A Tom és Jerry – A mozifilm (eredeti cím: Tom and Jerry: The Movie, bemondott cím: Tom és Jerry a moziban) 1992-ben bemutatott amerikai rajzfilm, amelynek rendezője és producere Phil Roman. A forgatókönyvet Dennis Marks írta, a zenéjét Henry Mancini szerezte. A mozifilm a Warner Music Group gyártásában készült, a Miramax Films forgalmazásában jelent meg.
Németországban 1992. október 1-jén, Magyarországon 1992. december 18-án, Amerikában 1993. július 30-án mutatták be a mozikban.
Ez a film volt Tom és Jerry első egész estés filmje, egyben a duó visszatérése a mozikba közel 50 év után. Fontos különbség, hogy míg a sorozatban gyakorlatilag egy szót sem szóltak, addig ebben a filmben mindketten beszélnek. Joseph Barbera mint kreatív tanácsadó működött közre.
Ez volt Dana Hill utolsó filmje 1996-ban bekövetkezett tragikus halála előtt.

## Cselekmény
Tom gazdája elköltözik, és a macskát is magával vinné, ám ő egy Jerryvel folytatott harca miatt lekési a költöztető autót, ráadásul egy agresszív kutya miatt a házat se tudja elhagyni. Másnap azzal szembesülnek, hogy egy brigád lerombolja a házat, így mindketten hajléktalanok lesznek. Kóborlásuk során találkoznak egy furcsa párral: Buksival, a kutyával, és Frankie-vel, a bolhával. Ők próbálják meggyőzni őket, hogy legyenek barátok. Buksit és Frankie-t elrabolják a sintérek, Tomnak és Jerrynek pedig a sikátor kóbor macskáival kell megküzdeniük.
Nem sokkal később találkoznak a kilencéves Robyn Starlinggal. A kislány, akinek anyja meghalt a születésekor, nemrég egy lavinabalesetben elvesztette az apját is, és azóta együtt él Figgy nénikéjével, aki nagyon gonoszul bánik vele. A házban él még apja ügyvédje, Tapló úr, és Ferdinánd, a kövér tacskó, és a lány miattuk szökött el hazulról. Tom és Jerry meggyőzik, hogy menjen haza, és ők is vele tartanak, mint új házikedvencek. Miután azonban a vacsora során nagy rendetlenséget csinálnak, és megtudják azt is, hogy Robyn apukája még mindig él, Figgy néni elhatározza, hogy megszabadul tőlük. Elviszi őket Dr. Haverkához, aki látszólag állatszerető, de valójában kóbor állatok váltságdíjaiból tartja fenn magát, és Figg azért fizetett neki, hogy végezzenek Tommal és Jerryvel. A telepen találkoznak Buksival és Frankie-vel, és együtt kidolgoznak egy haditervet, melynek köszönhetően minden állat megszökik. Robynhoz sietnek, aki, amint megtudja, hogy él a papája, azonnal útnak indulna Tibetbe egy kis hajóval, de a ködben elveszítik egymást. Miközben Figgy néni egymillió dolláros díjat ajánl fel a lány megtalálójának, az apja, amint megtudja lánya helyzetét, nyomban hazafelé veszi az irányt.
Robynra egy vidámpark-tulajdonos, Piti kapitány talál rá, és eleinte kedvesen bánik vele. Amint azonban megtudja, hogy pénzt ajánlanak Robynért, fogságba ejti őt az óriáskerekén és felhívja Figget. Ő, Tapló úr és Ferdinánd a helyszínre sietnek, akárcsak Dr. Haverka és az emberei, akik szintén a díjra pályáznak. Tom és Jerry megszöktetik Robynt egy gőzhajóval, akivel a "fészekbe", egy nyári kunyhóba mennek, feltételezve, hogy a papája már ott vár rá. Ott azonban csak Figgy néni és Tapló úr vannak. A vita közben kigyullad a kunyhó, a gyáva Figgy néni és Tapló úr pedig elmenekülnek. Még éppen idejében érkezik Robyn papája, hogy megmentse a lányát, Tom és Jerry pedig csodával határos módon megmenekülnek.
A befejező képsorokon láthatjuk, hogy mindketten Robyn házába költöznek, és barátok maradnak, mígnem régi civakodásuk újra fel nem támad.

## Szereplők
| Szereplő                         | Eredeti hang                                 | Magyar hang                      |
| -------------------------------- | -------------------------------------------- | -------------------------------- |
| Tom                              | Richard Kind                                 | Kautzky Armand                   |
| Jerry                            | Dana Hill                                    | Földessy Margit                  |
| Robyn Starling                   | Anndi McAfee                                 | Vadász Bea Kiss Zsuzsanna (ének) |
| Pristine Figg néni               | Charlotte Rae                                | Faragó Vera                      |
| Tapló úr                         | Tony Jay                                     | Kristóf Tibor                    |
| Piti kapitány                    | Rip Taylor                                   | Kisfalussy Bálint                |
| Dr. Mézes-Mázosi Haverka         | Henry Gibson                                 | Haumann Péter                    |
| Ferdinánd                        | Michael Bell                                 | Szerednyey Béla                  |
| Magas álsintér                   | Michael Bell                                 | Teizi Gyula                      |
| Alacsony álsintér                | Sydney Lassick                               | Dimulász Miklós                  |
| Buksi                            | Ed Gilbert                                   | Melis Gábor                      |
| Robyn apukája                    | Ed Gilbert                                   | Juhász Jácint                    |
| Frankie da Bolha                 | David L. Lander                              | Bor Zoltán                       |
| Rikács                           | Howard Morris                                | Csere László                     |
| Piros sapkás macska a sikátorban | Raymond McLeod                               | Uri István ? (ének)              |
| Bulldog                          | Raymond McLeod                               | saját hangján                    |
| Biztos úr                        | Tino Insana                                  | Perlaki István                   |
| Macskák a sikátorban             | Raymond McLeod Mitchel D. Moore Scott Wojahn | N/A                              |
| Droopy                           | Don Messick                                  | N/A                              |
| Nő                               | B. J. Ward                                   | Csere Ágnes                      |
| Férfi                            | Greg Burson                                  | Rosta Sándor                     |
| Bútorszállító férfi #1           | Greg Burson                                  | Balázsi Gyula                    |

## Betétdalok
| Magyar                   | Magyar                                                | Angol                   | Angol                                             |
| Dal                      | Előadó                                                | Dal                     | Előadó                                            |
| ------------------------ | ----------------------------------------------------- | ----------------------- | ------------------------------------------------- |
| Míg áll a világ          | Melis Gábor Bor Zoltán Kautzky Armand Földessy Margit | Friends To The End      | Ed Gilbert David L. Lander Richard Kind Dana Hill |
| Francba se köll          | ?                                                     | What Do We Care         | Raymond McLeod Mitchel D. Moore                   |
| A pénz egy gyönyörű szó  | Faragó Vera Kristóf Tibor                             | Money A Beautiful Word  | Charlotte Rae Tony Jay                            |
| Árva kis lények          | Haumann Péter                                         | God's Little Creatures  | Henry Gibson                                      |
| Úgy hiányzol             | Kiss Zsuzsanna                                        | I Miss You              | Anndi McAfee                                      |
| Nagy siker volt          | Kisfalussy Bálint Csere László                        | I've Done It All        | Rip Taylor Howard Morris                          |
| Úgy hiányzol (végefőcím) | (eredeti nyelven)                                     | I Miss You (End Title)  | Stephanie Mills                                   |
| All In How Much We Give  | (eredeti nyelven)                                     | All In How Much We Give | Stephanie Mills                                   |

## Fogadtatás
Általában véve negatív kritikákat kapott mind a nézőktől, mind a kritikusoktól. Az animáció minősége mindenkinek tetszett, de a gyengének ítélt zenés betétek, a rossz angol szinkron, a főgonoszok bugyután hangzó neve, és a tulajdonképpeni főszereplők háttérbe húzódása már nem tetszett mindenkinek. Különösen azt nem kedvelték a régi rajongók, hogy a két ősi ellenség most barátok lettek, és még beszélni is megtanultak.

## Televíziós megjelenések
HBO, RTL Klub, TV2, Cartoon Network, Boomerang